# Anna Lopoechina

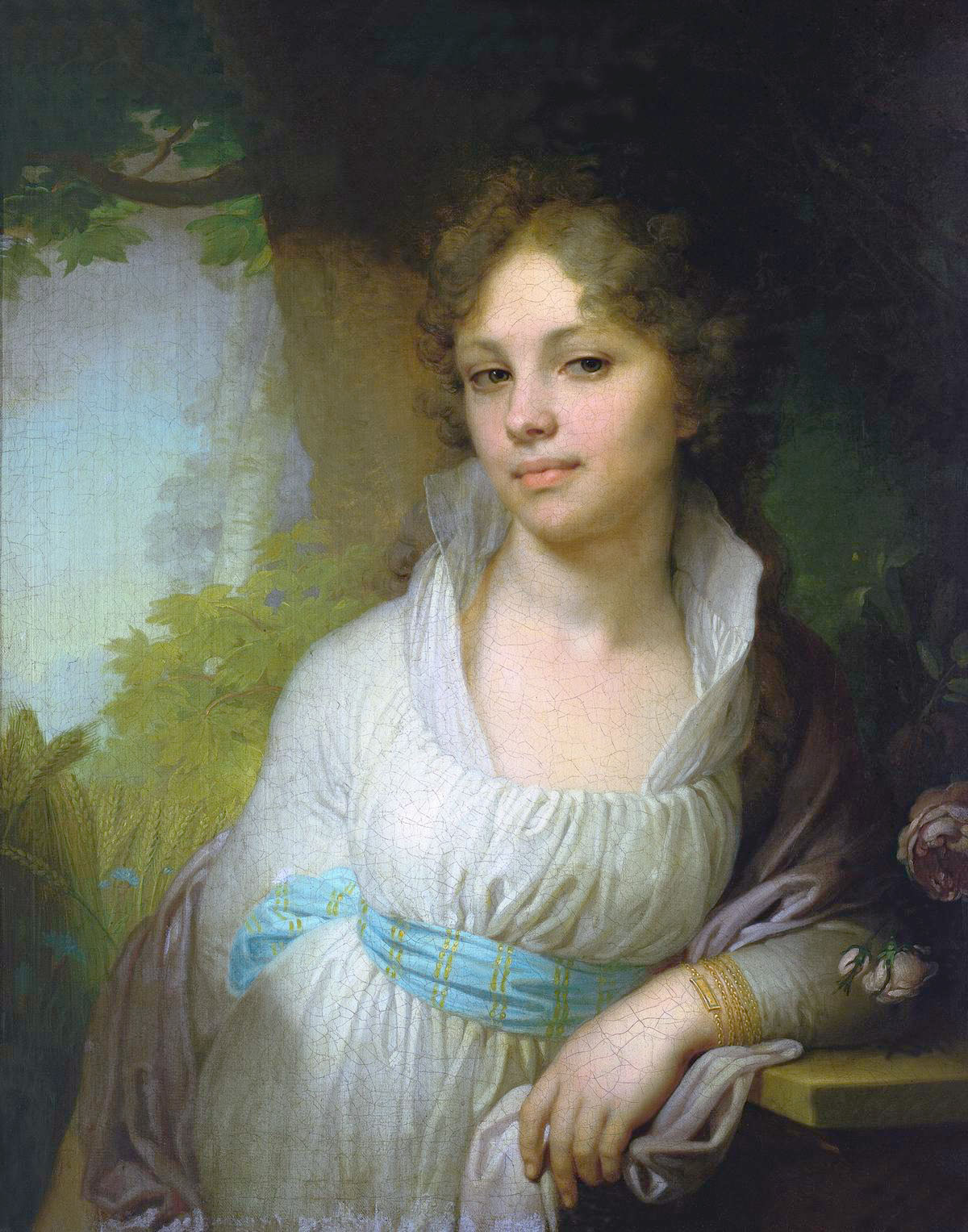
Prinses Anna Lopukhina-Gagarin, geschilderd door Vladimir Borovikovski.

Anna Petrovna Lopoechina (Russisch: Анна Петровна Лопухина) (?, 8 november 1777 – Turijn (Italië), 25 april 1805) was een minnares van de Russische tsaar Paul I.

## Leven
Ze was een lid van een van de oudste adellijke families in Rusland, ze stamde onder andere af van Eudoxia Lopoechina, de eerste vrouw van tsaar Peter de Grote, en ze was ook familie van Natalia Lopoechina, die tijdens de regeringen van Anna van Rusland en Elisabeth van Rusland een rol speelde.
Anna verloor haar moeder op jonge leeftijd en werd daarna opgevoed door haar stiefmoeder in Moskou. Haar leven veranderde vanaf de dag dat Paul het oog op haar had laten vallen tijdens een bal in 1796. Zijn gevoeligheid naar het meisje werd door vele mensen aan het hof opgemerkt, die hoopten haar te gebruiken als een remedie tegen de invloed van de keizerin Maria Fjodorovna. Er werd aan de tsaar verteld dat het meisje, hopeloos verliefd op hem, op de rand was van zelfmoord. Toen tsaar Paul haar familie verzocht om naar Sint-Petersburg te komen, probeerde de tsarina tussenbeide te komen, en ze stuurde een boze brief naar Lopukhina, waarin ze haar verzocht thuis te blijven. De brief werd onderschept en aan de tsaar gegeven, in het ongunstigste licht, dit zorgde voor onenigheid in de relatie tussen de tsaar en tsarina. 
Nadat Anna naar de hoofdstad was gebracht, wees de tsaar haar vader aan als Algemene Gevolmachtigde en maakte van hem een Prins met de titel Zijne Doorluchtige Hoogheid. Anna kreeg enkele onderscheidingen, waaronder de Maltezer Orde. Op bevel van Paul werd de vertaling van de Hebreeuwse naam “grace” gegeven aan oorlogsschepen en het kwam te staan op standaarden van de Keizerlijke Wacht. De invloed van Lopukhina op de tsaar was groot. Hoewel, de voortdurende aandacht van de Keizer scheen haar te vervelen zodat zij in 1799 zijn toestemming vroeg om met een jeugdvriend te trouwen, Prins Pavel Gagarin. Nadat de tsaar instemde, werd Gagarin teruggeroepen uit het leger van Aleksandr Soevorov, dat toen oorlog voerde om Italië. Het huwelijk werd voltrokken op 11 januari 1800.
Een jaar later werd de tsaar vermoord, en de familie Gagarin verhuisde naar Turijn, waar haar man, Prins Gagarin, werd aangewezen als ambassadeur. Het huwelijk tussen Gagarin en Anna werd beschouwd als een goed huwelijk en toen Anna stierf aan tuberculose op 25 april 1805 was dat dan ook een grote schok voor Prins Gagarin. Haar lichaam werd teruggebracht naar Rusland, waar het werd begraven in de Sint-Lazarus Kerk, onderdeel van het Alexander Nevski-klooster.